# Giustenice
Giustenice es una localidad y comune italiana de la provincia de Savona, región de Liguria, con 954 habitantes.

## Evolución demográfica
| Gráfica de evolución demográfica de Giustenice entre 1861 y 2001 |
|                                                                  |
| Fuente ISTAT - elaboración gráfica de Wikipedia                  |